# Burg Helfenburk (Südböhmen)
Die Burg Helfenburk (deutsch: Helfenburg) ist eine Burgruine fünf Kilometer westlich der Stadt Bavorov im Okres Strakonice. Sie liegt auf dem 683 m hohen Berg Malošín.

## Geschichte
Die Burg Helfenburk wurde nach 1355 mit Genehmigung des böhmischen Königs Karl IV. von den Brüdern Peter, Jobst, Johann und Ulrich von Rosenberg errichtet. Sie war Sitz der gleichnamigen Herrschaft, die die Städtchen Bavorov und Strunkovice sowie die Dörfer Hracholusky, Vitějovice, Žernovice, Nebahovy, Svojnice, Žíchovec, Lhota Nová, zwei Dörfer namens Lhota, Leskovec, Blanice, Svinětice, Budyně, Netonice, Radějovice, Kváskovice, Skály, Zaluží, Měkynec, Krajníčko, Štětín, Útěšov und Hájek umfasste, und wurde in der zweiten Hälfte des 15. Jahrhunderts um eine Ansiedlung erweitert. Wok II. von Rosenberg verkaufte 1475 einen Teil der Herrschaft für 5500 Ungarische Gulden erblich an Johann von Schwanberg, Peter IV. von Rosenberg kaufte diesen 1503 von Ulrich und Heinrich Prüschenck von Stettenberg zurück und vereinigte ihn wieder mit der Helfenburg.
1593 verkaufte der letzte Rosenberger Peter Wok von Rosenberg die Herrschaft Helfenburg mit der damals bereits verlassenen Helfenburg der Stadt Prachatice. Ab 1622 war die Burg im Besitz des böhmischen Adelsgeschlechts Schwanberg, denen 1719 die Fürsten Schwarzenberg folgten. Nach der Landreform von 1919 gelangte die Burg an die 1918 gegründete Tschechoslowakei. Nachfolgend wurden in den 1920er-Jahren die Befestigungen erneuert. 1977 wurde der Bergfried zu einem Aussichtsturm umgebaut.